# Fontaine Hubert
La fontaine Hubert (en allemand, Hubertusbrunnen) est une fontaine située à l'ouest de Munich, à l'extrémité est du canal de Nymphembourg, au nord du parc Grünwald. La fontaine a été construite entre 1903 et 1907 sur la base d'un dessin d'Adolf von Hildebrand avec Carl Sattler et était dédiée au prince régent Luitpold. La fontaine Hubertus est située à l'extrémité est du canal de Nymphembourg, au nord du parc Grünwald (de). 

## Description
Le temple, fermé de grilles ouvragées, enferme un bassin d'eau rond surmonté, en son centre, par la sculpture d'un cerf. Conformément à la légende d'Hubertus, le cerf a une croix entre ses bois. Le toit du monument est couronné d'une statue de Saint Hubert.

## Histoire
L'emplacement original de la fontaine était la place située devant le musée national bavarois sur la Prinzregentenstrasse, où elle a été construite de 1903 à 1907. En 1921, les personnages dans les niches ont été ajoutés. En 1937, l'ensemble fut démantelé parce qu'elle faisait obstacle aux projets nazis d'un large parcours de parade et que son créateur, Hildebrand, était d'origine juive. Elle est installée en 1954 sur le canal du château de Nymphenburg, dans la Waisenhausstrasse, avec le soutien du prince héritier Rupprecht de Bavière. En l'honneur des donateurs, l'Association pour la reconstruction de la fontaine Hubertus  a fait installer des plaques à l'intérieur du temple.

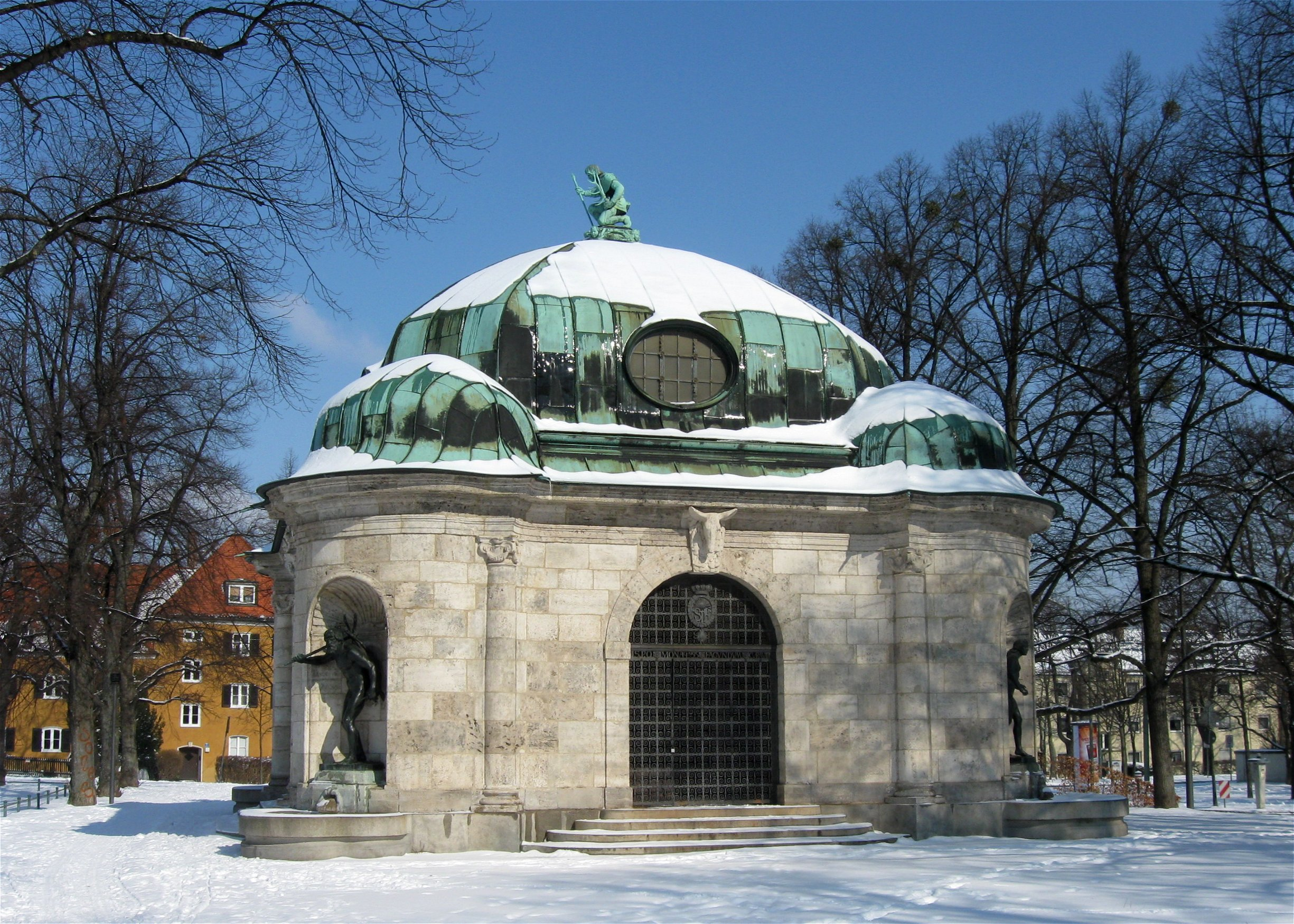
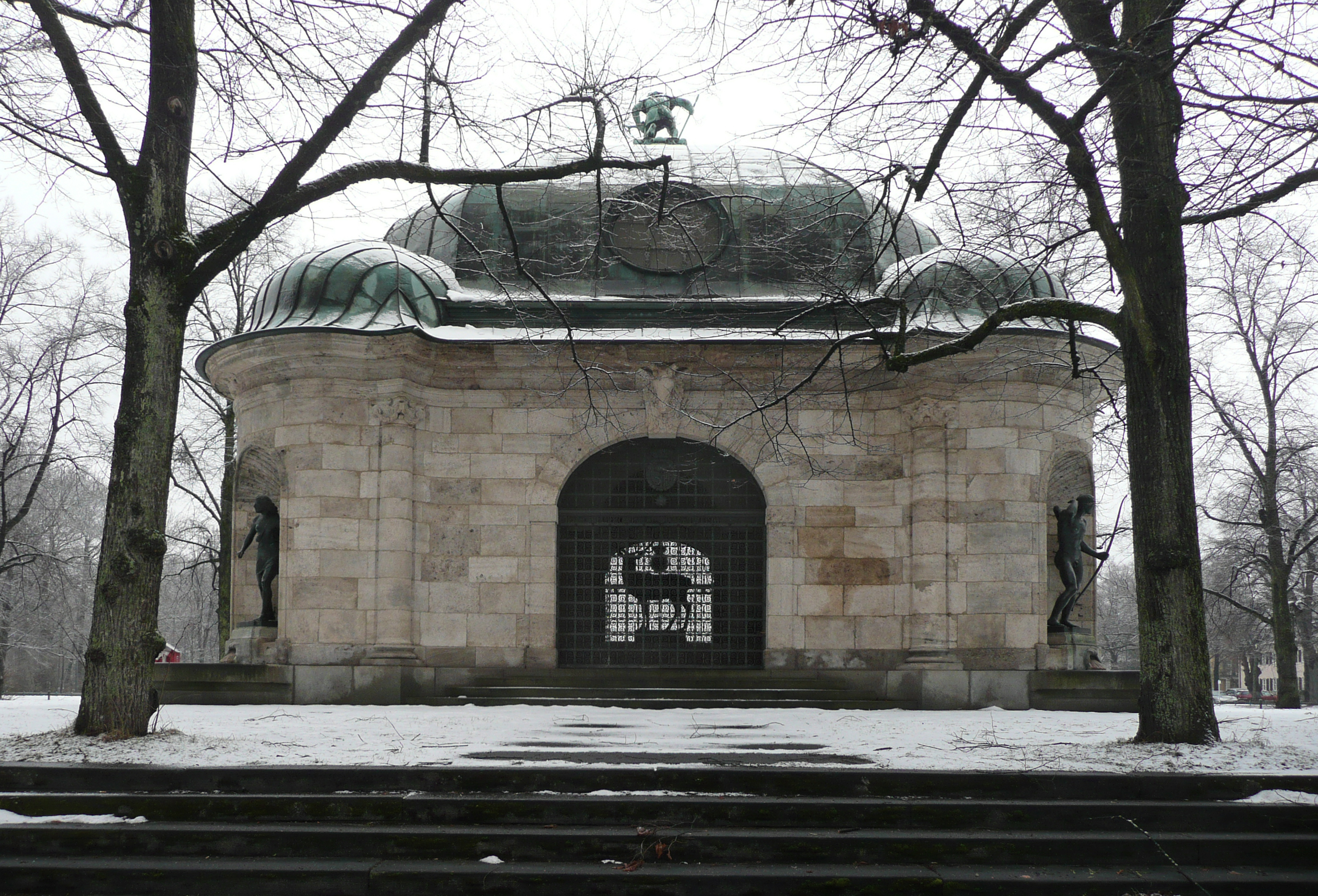
Temple fontaine en hiver
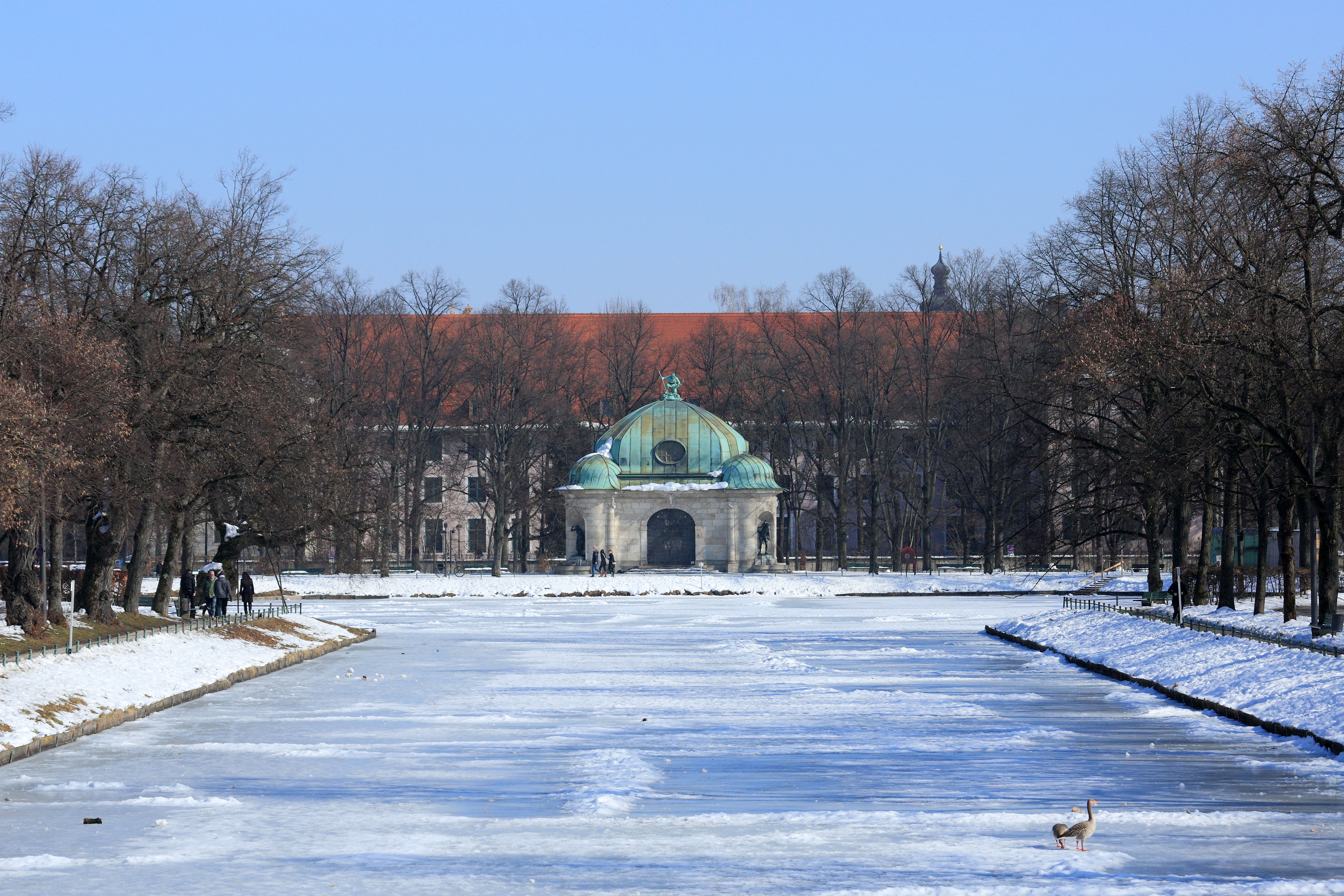
La fontaine, à l'extrémité du canal du château de Nymphenburg
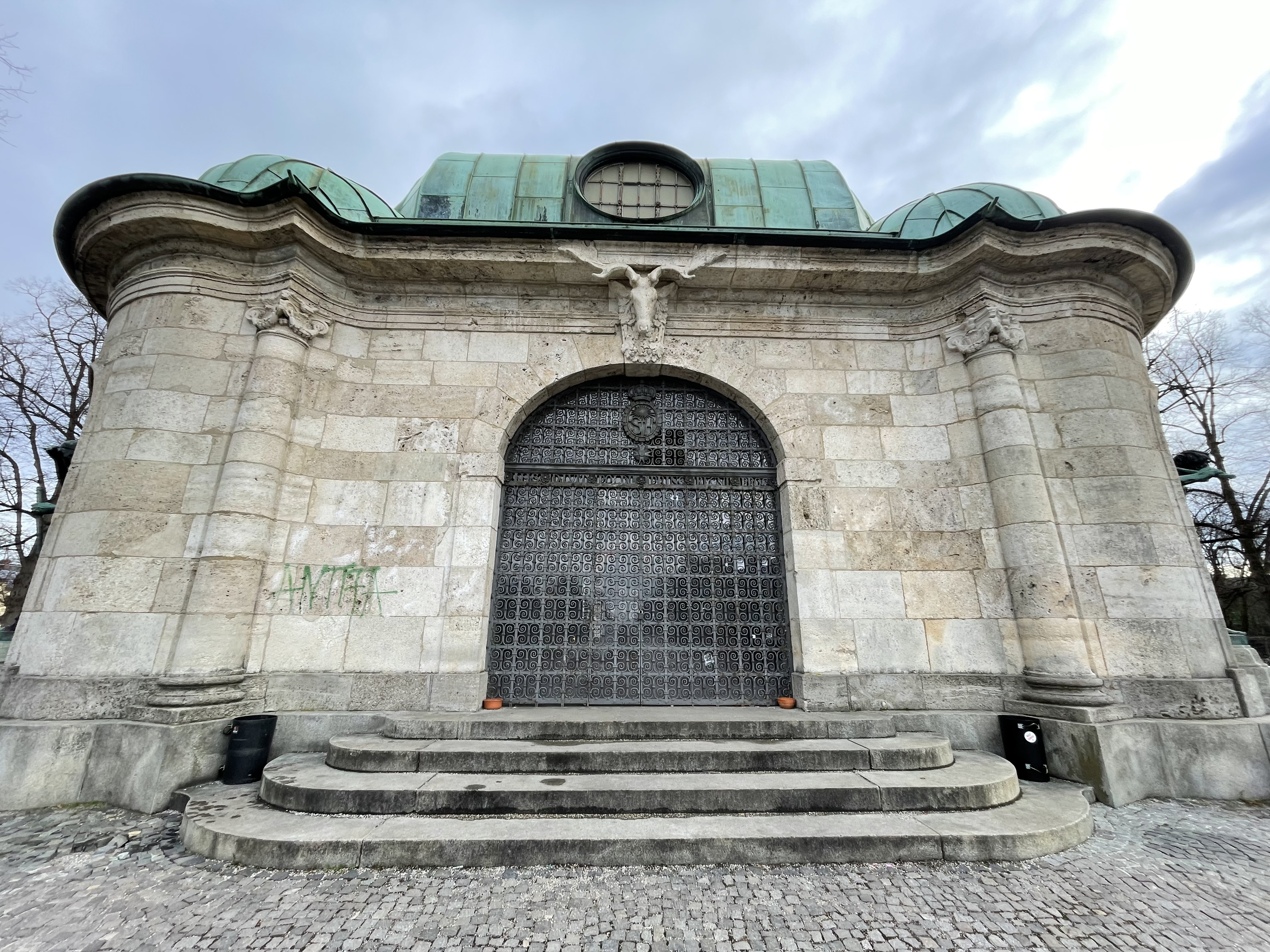
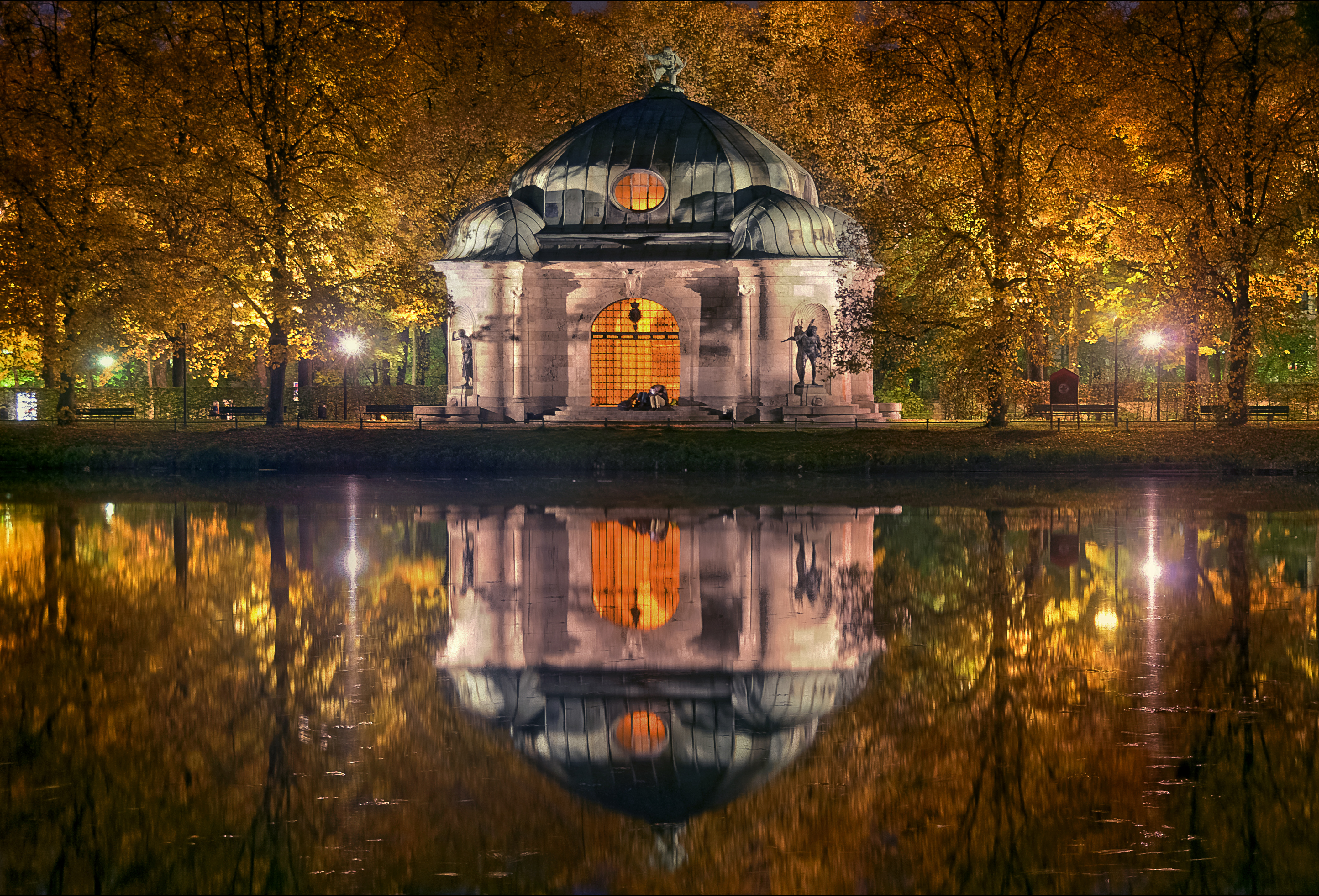
Temple-fontaine, de nuit
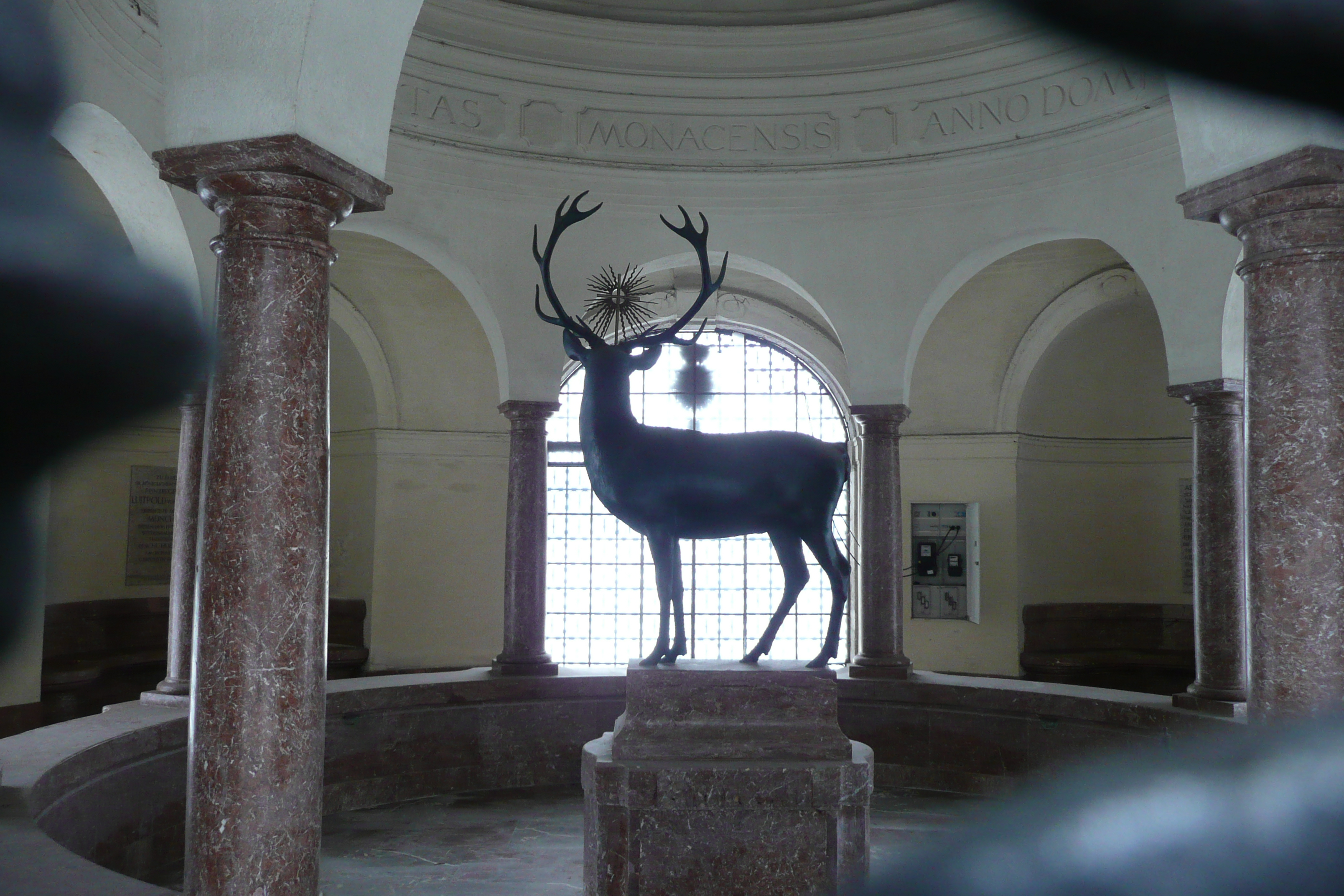
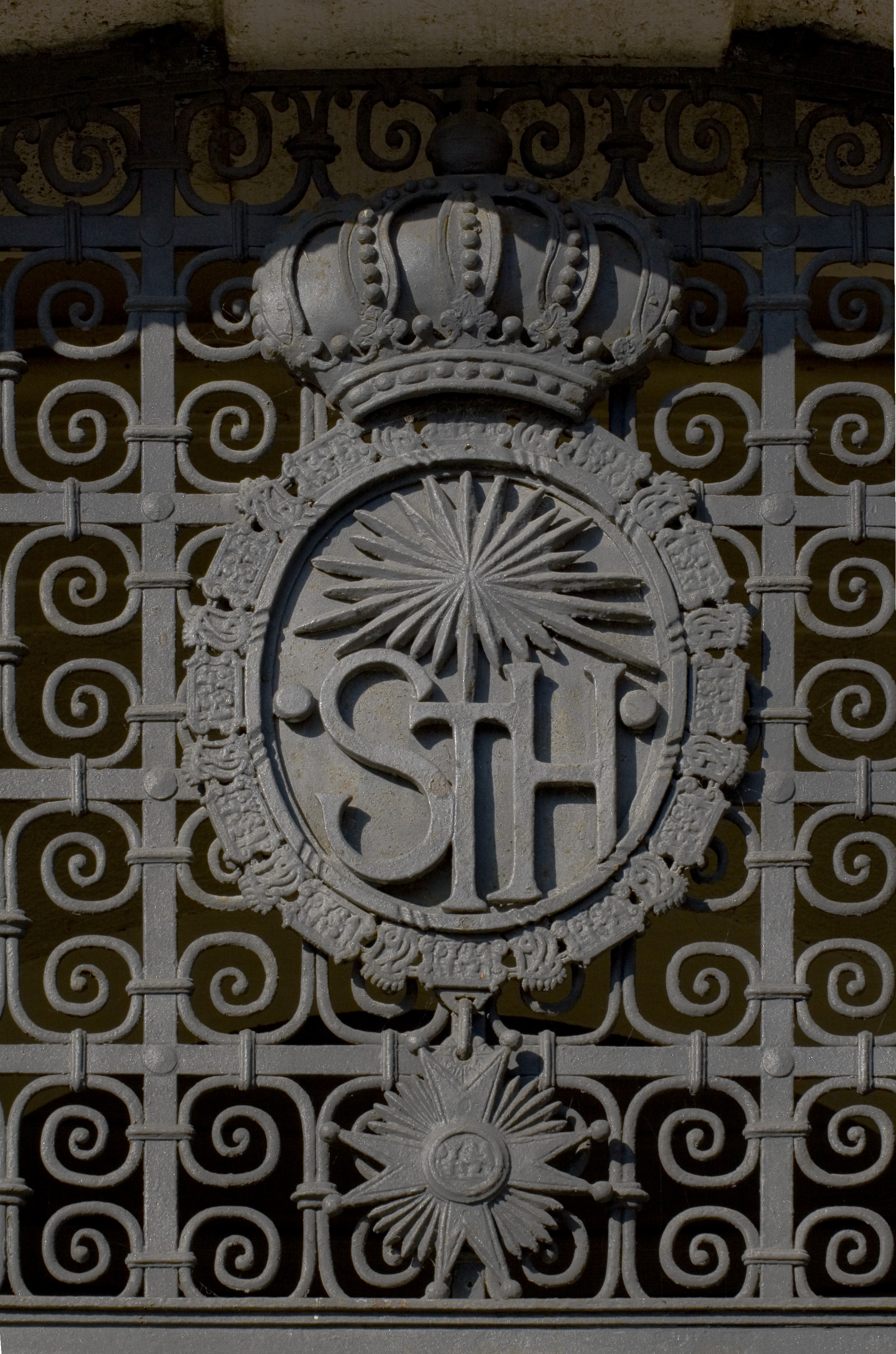
Détail des grilles
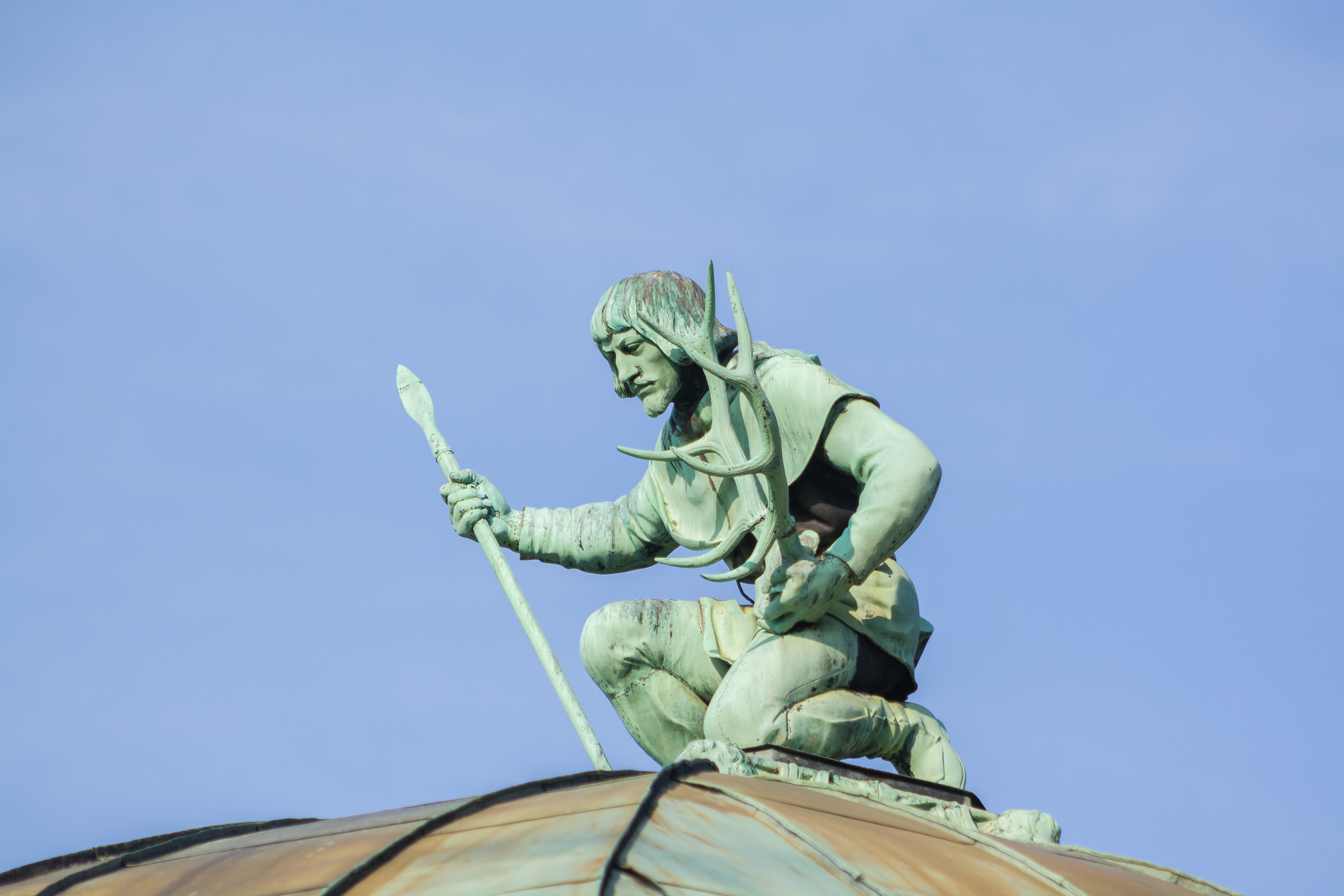
Statue de Saint-Hubert, au sommet du temple
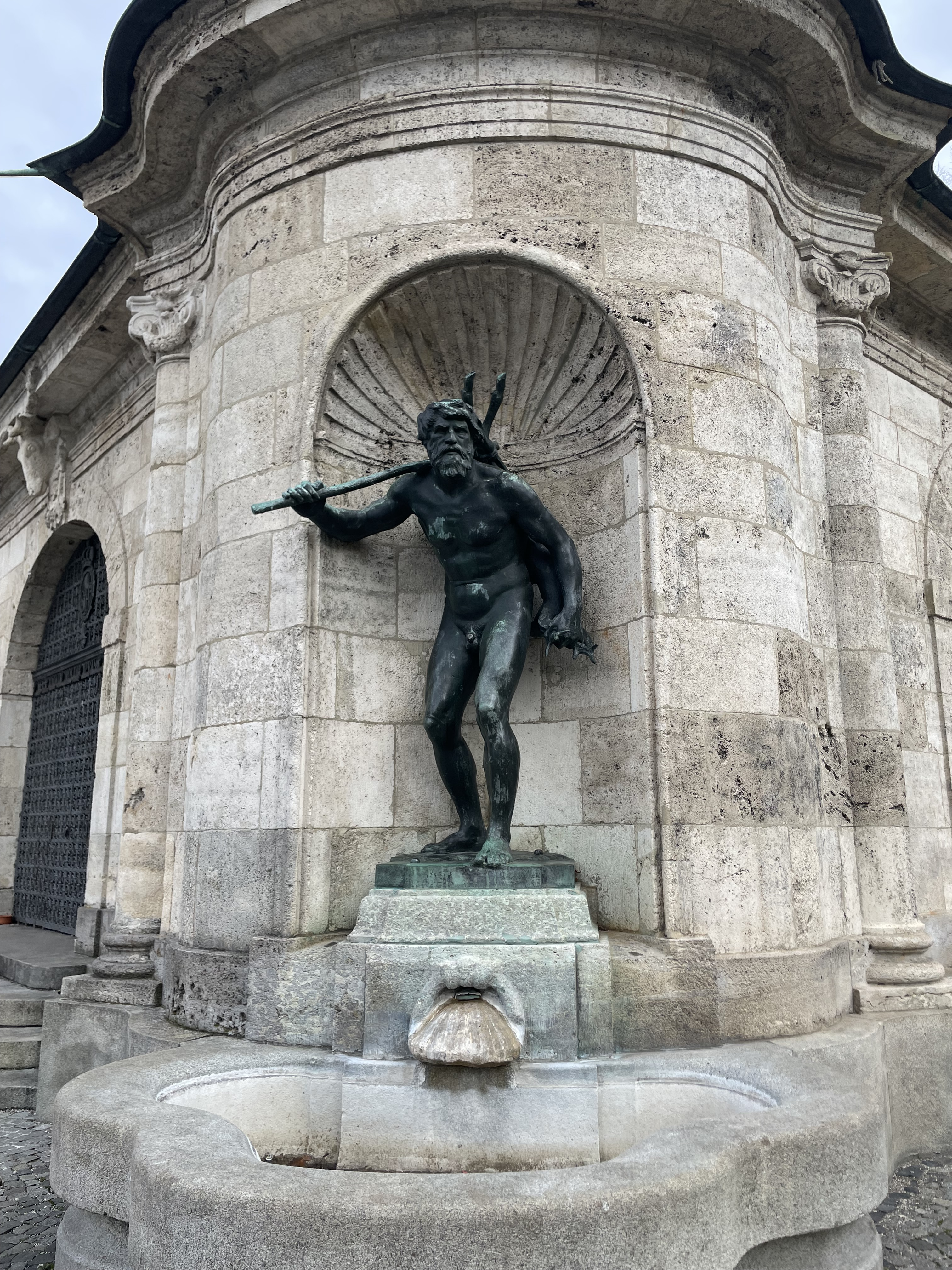
Fontaine Hubertus (Munich) - Statue 1
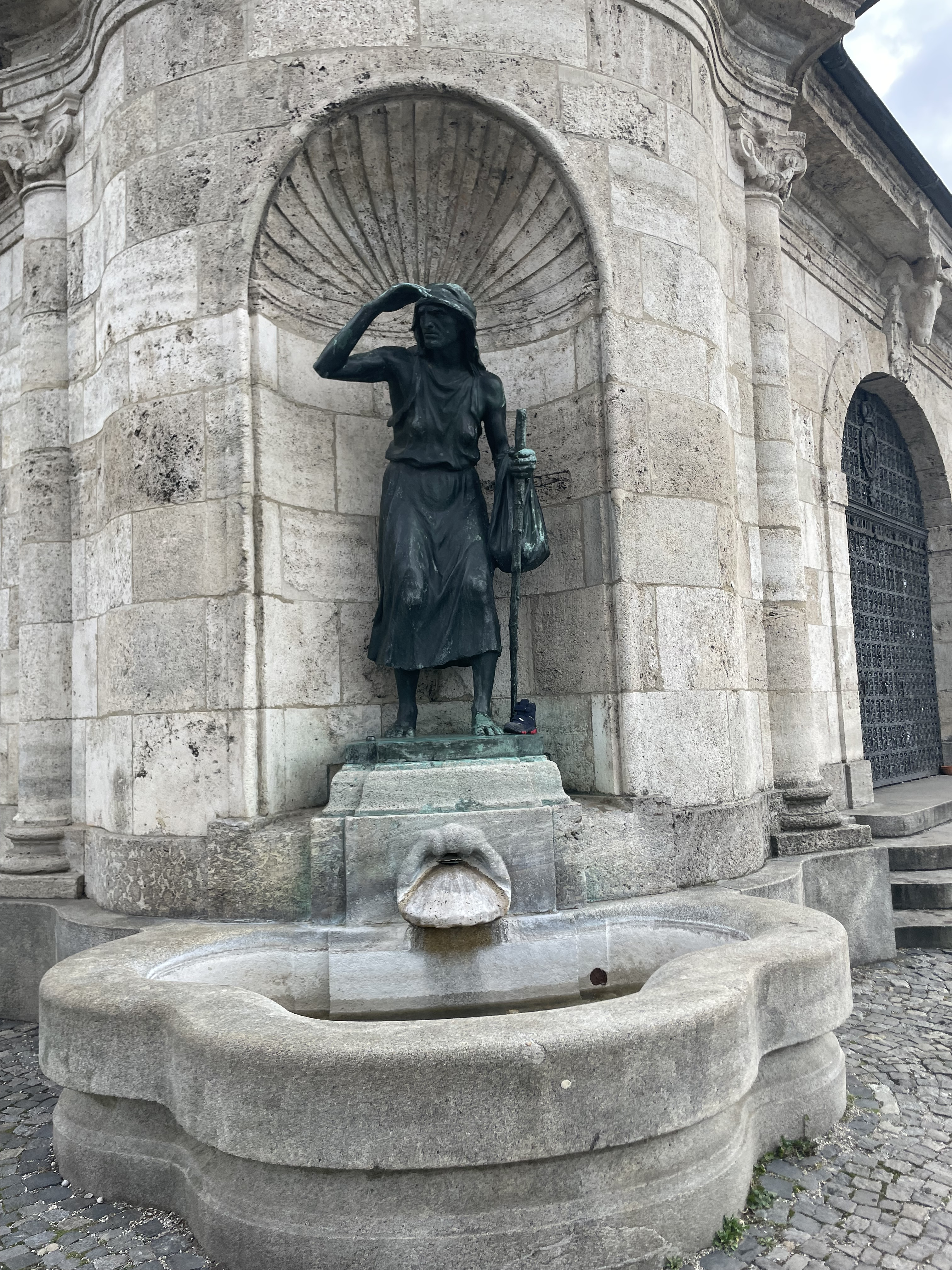
Fontaine Hubertus (Munich) - Statue 2
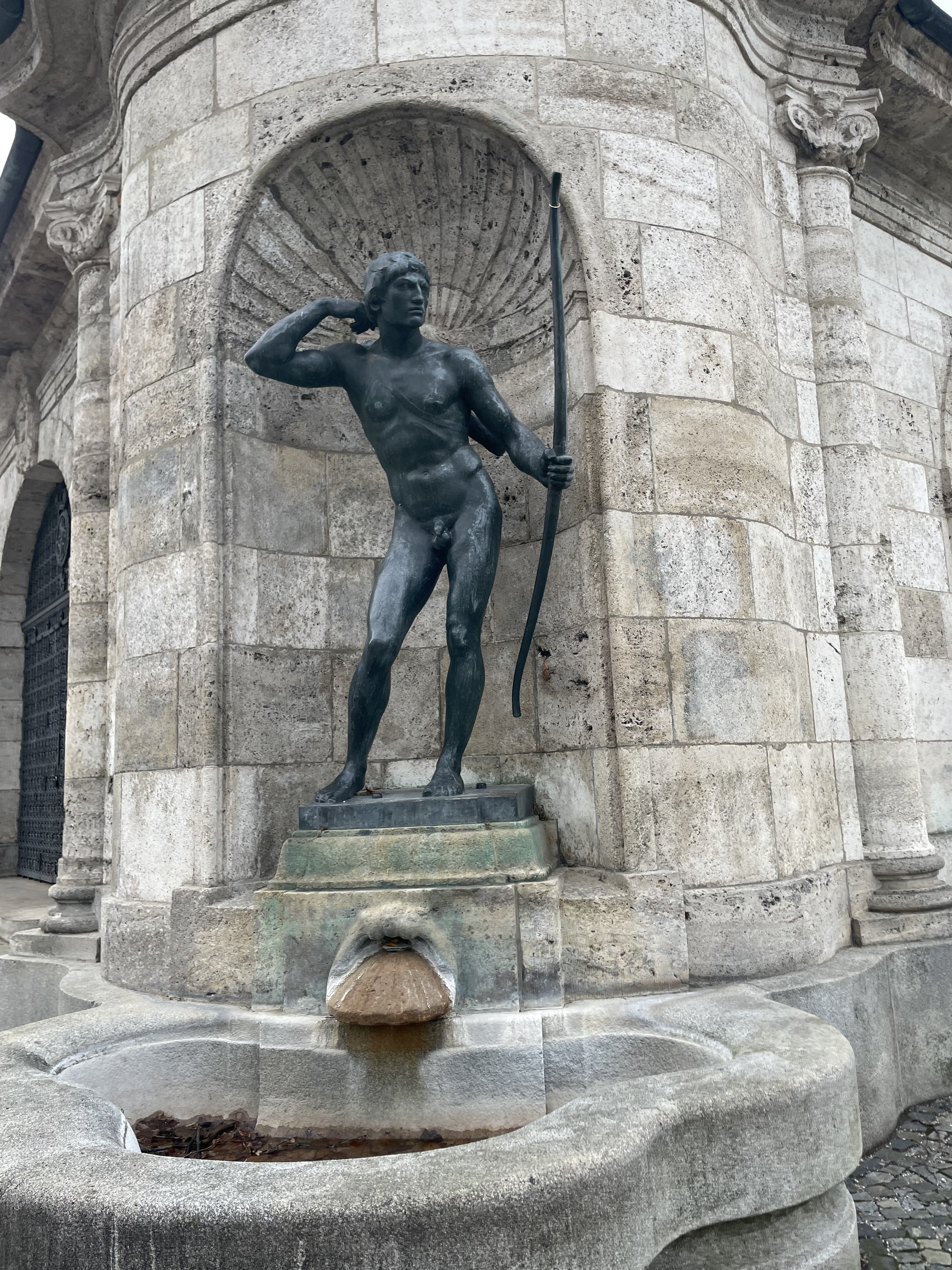
Fontaine Hubertus (Munich) - Statue 3
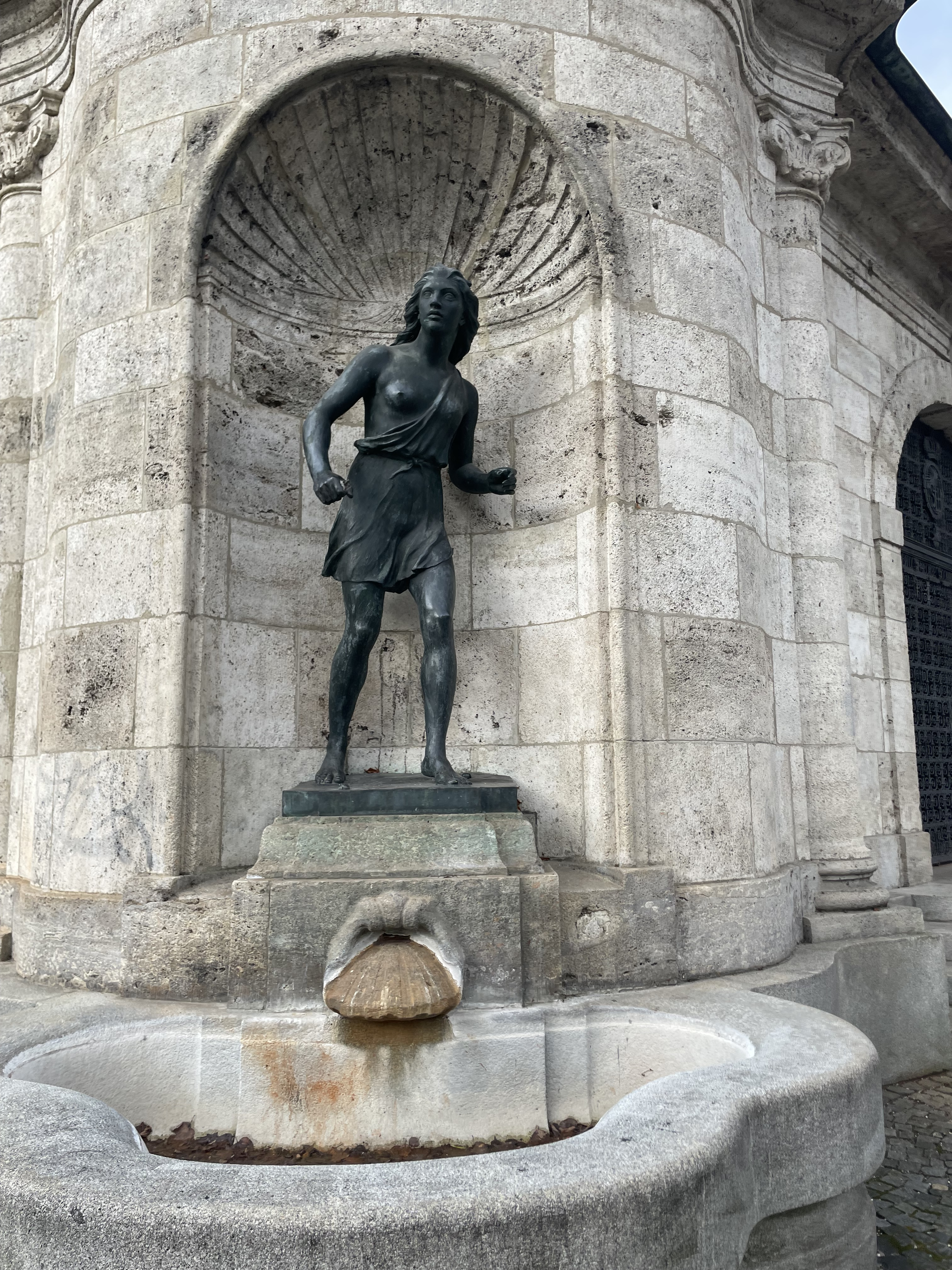
Fontaine Hubertus (Munich) - Statue 4

## liens web
- Munich et ses fontaines
- Adolf von Hildebrand - Fontaine